# 이동필
이동필(李桐弼, 1955년 8월 29일 ~ , 경북 의성)은 대한민국 제61대 농림축산식품부 장관이다. 

## 약력
- 1971.3 ~ 1974.2 : 대건고등학교 졸업
- 1974.3 ~ 1978.2 : 영남대학교 축산경영학 학사
- 1979.3 ~ 1981.8 : 서울대학교 대학원 경제학 석사
- 1988.1 ~ 1991.12 : 미주리대학교 대학원 농업경제학 박사

## 경력
- 1980.6 ~ 2013.3 : 한국농촌경제연구원
- 1998.8 ~ 2000.2 : 한국농촌경제연구원(규제개혁위원회 파견)
- 2006.4 ~ 2012.4 : 농림수산식품부 규제심사위원회 위원장
- 2008.6 ~ 2009.12 : 농어업 농어촌특별대책위원회 분과위원
- 2008.10 ~ 2011.7 : 지역발전위원회 지역개발전문위원회 위원
- 2011.10 ~ 2013.1 : 농어업인 삶의 질 향상 및 농어촌 지역개발위원회 위원
- 2011.10 ~ 2013.3 : 한국농촌경제연구원장
- 2011.11 ~ 2013.1 : 중앙 농어업 농어촌및식품산업 정책심의회 위원
- 2013.3 ~ 2016.9 : 농림축산식품부 장관
- 2018.12 ~ : 이철우 경상북도지사 농촌살리기 정책자문관
- 경북문화재단 선임직 이사

## 수상
- 1999.4 : 국민포장
- 2011.7 : 국민훈장 동백장

| 전임 서규용 (농림수산식품부 장관) | 초대 농림축산식품부 장관 2013년 3월 13일 ~ 2016년 9월 5일 | 후임 김재수 |